# Decommissioning

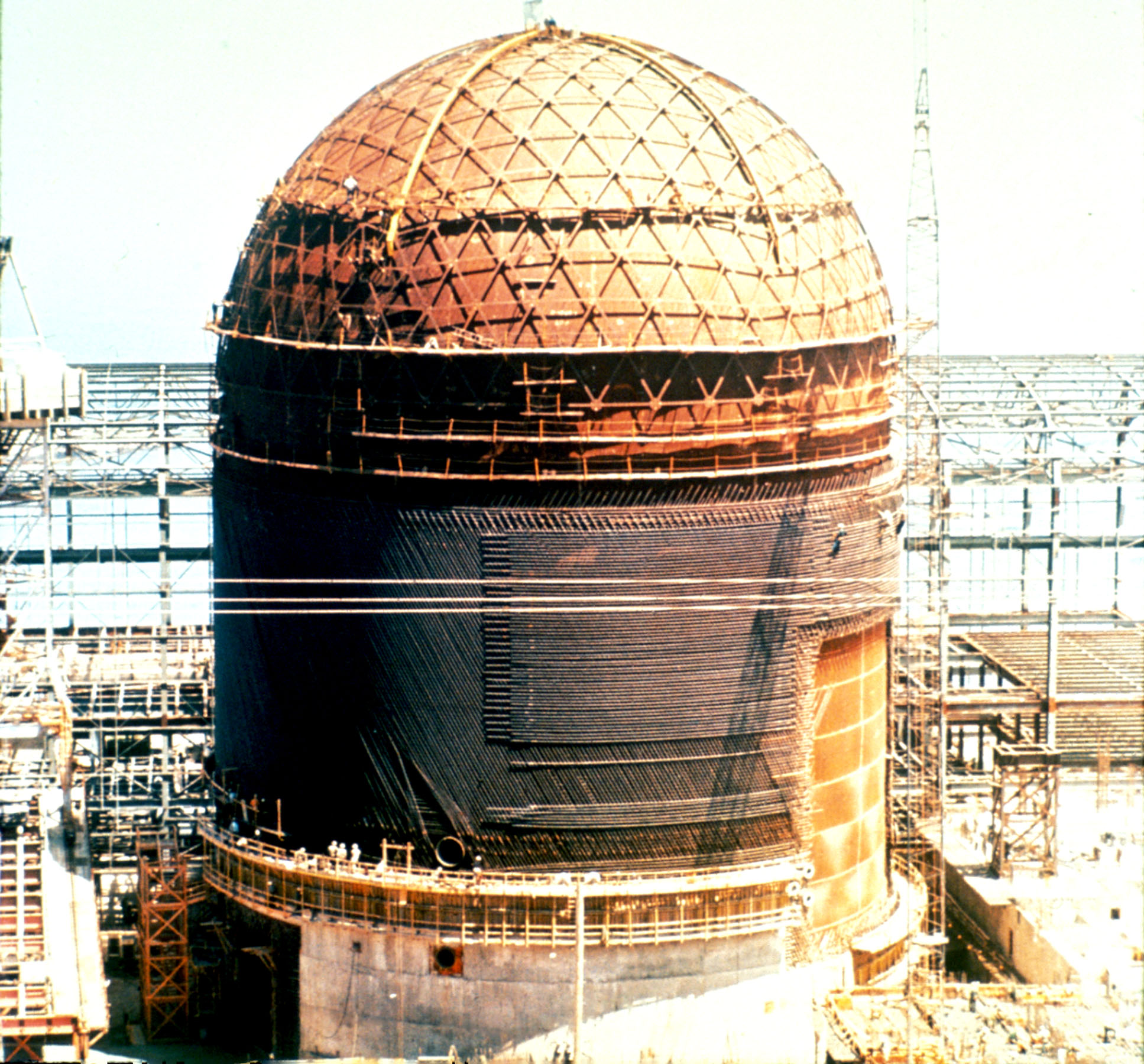
Příklad probíhajících vyřazovacích prací.

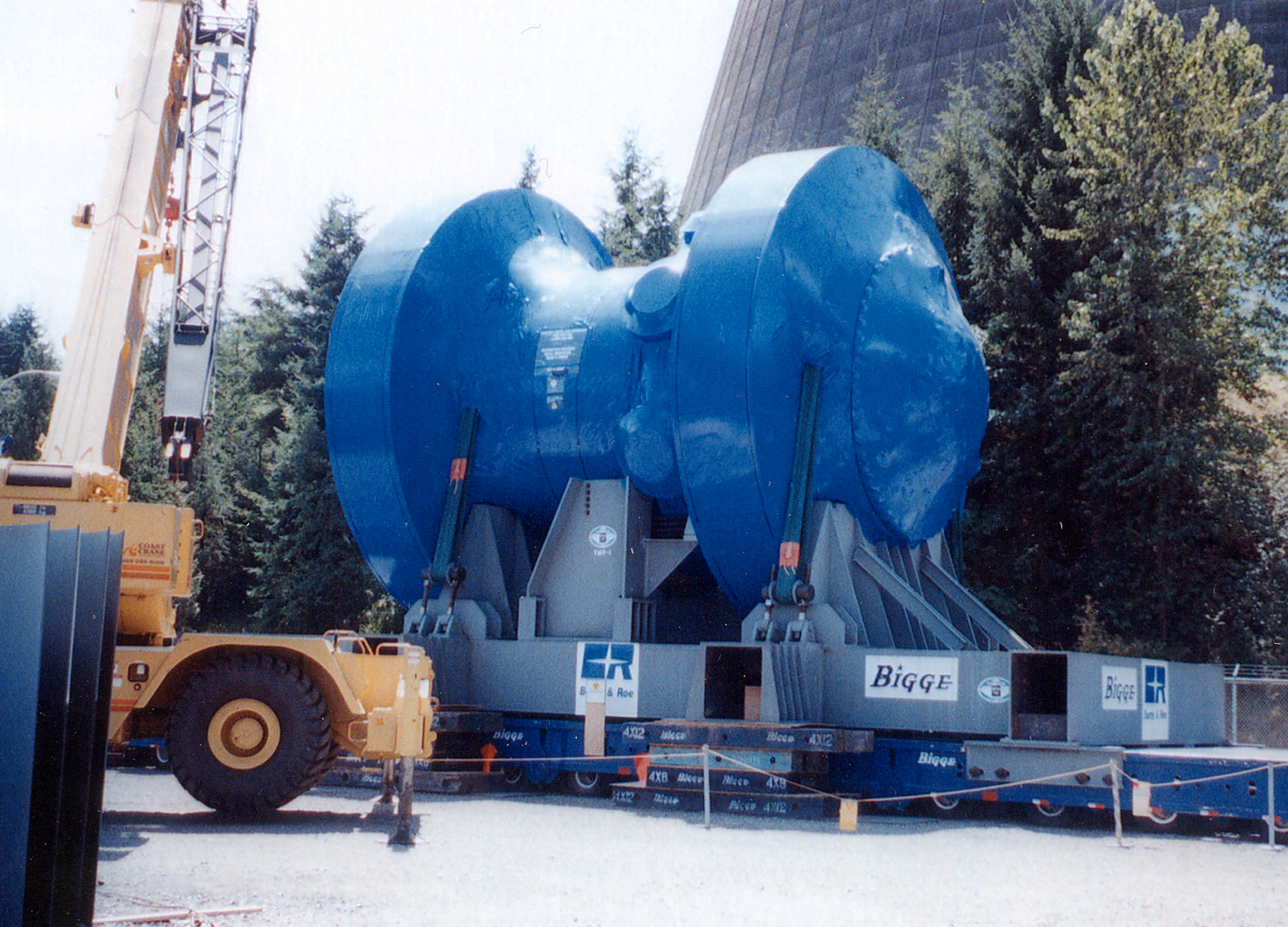
Transport částí z jaderné elektrárny.

Vyřazování jaderných zařízení neboli decommissioning je speciální oblastí nakládání s radioaktivními odpady. Cílem procesu vyřazování je vyjmout zařízení (lokalitu) nebo pracoviště z působnosti atomového zákona .
Konečné odstavení jaderné elektrárny či jakéhokoliv jiného jaderného zařízení je významným milníkem v jejím životním cyklu a je naplánováno již při schvalování jejich výstavby. K tomuto kroku se provozovatel obvykle dostane na konci projektované nebo prodloužené životnosti. Ke konečnému odstavení dochází například tehdy, kdy se důležité komponenty elektrárny dostávají do stavu, který nemůže zaručit požadovanou úroveň bezpečnosti. Jaderné zařízení může být odstaveno ještě před uplynutím této doby a to z technických, bezpečnostních, finančních nebo politických důvodů.
Kromě případů předčasného havárií vynuceného ukončování provozu, se provoz jaderného zařízení s jaderným reaktorem ukončí až po vyvezení jaderného paliva z reaktoru a provoz pracoviště s uzavřenými radionuklidovými zářiči až po odstranění těchto uzavřených radionuklidových zářičů .

## Definice
Vyřazení z provozu je administrativní a technický proces, během kterého je jaderné zařízení jako je jaderná elektrárna, výzkumný reaktor, reaktor produkující izotopy, urychlovač částic nebo uranový důl rozebráno až do té míry, že již nevyžaduje opatření pro radiační ochranu . Vyřazování z provozu může pokračovat až do stavu „zelené louky“. Jakmile je zařízení vyřazeno z provozu, žádné radioaktivní nebezpečí přetrvává a může být uvolněno z regulační kontroly.
Decommisioning lze popsat následujícími body :
1. Konečné odstavení
2. Odstranění radioaktivních zdrojů
3. Dekontaminace a vyčištění zařízení a staveb
4. Demontáž konstrukcí
5. Zpracování, skladování a uložení radioaktivního odpadu z provozu a z vyřazování
6. Průzkum a uvolnění prostoru pro jinou výstavbu

## Definice jaderného zařízení a jaderná zařízení v ČR
Jaderná zařízení jsou definována dle Zákona č. 18/1997 Sb., o mírovém využívání jaderné energie a ionizujícího záření (atomový zákon) a o změně a doplnění některých zákonů, jako :
1. stavby a provozní celky, jejichž součástí je jaderný reaktor využívající štěpnou řetězovou reakci;
2. zařízení pro výrobu, zpracování, skladování a ukládání jaderných materiálů, kromě úpraven uranové rudy a skladů uranového koncentrátu;
3. úložiště radioaktivních odpadů, s výjimkou úložišť obsahujících výlučně přírodní radionuklidy;
4. zařízení pro skladování radioaktivních odpadů, jejichž aktivita přesahuje hodnoty stanovené prováděcím právním předpisem.

V ČR je největším a zatím jediným provozovatelem jaderně-energetických reaktorů společnost ČEZ a.s., které patří dvě jaderné elektrárny EDU a ETE. Jadernými zařízeními jsou dále dva výzkumné reaktory LVR-15 a LR-0 v Centru výzkumu Řež s. r. o. v Řeži a školní reaktor VR-1 Vrabec na Fakultě jaderné a fyzikálně inženýrské ČVUT V Praze. Jadernými zařízeními jsou rovněž úložiště radioaktivního odpadu (ÚRAO), za jejichž provoz odpovídá státem zřízená organizace - Správa úložišť radioaktivních odpadů (SÚRAO). K ukládání nízkoaktivního RAO především z jaderných elektráren je využíváno ÚRAO Dukovany. V bývalém dole Richard u Litoměřic je od roku 1964 ukládán RAO institucionálního původu, který vzniká ve zdravotnictví, průmyslu, zemědělství či výzkumu. Úložiště Bratrství v Jáchymově je vybudováno v části opuštěných podzemních prostor bývalého uranového dolu Bratrství. Do tohoto úložiště jsou přijímány pouze odpady, které obsahují přirozené radionuklidy .

## Varianty vyřazování jaderných elektráren
Dle IAEA (Mezinárodní agentura pro atomovou bezpečnost) existují tři varianty decommisioningu:
1. Okamžité vyřazování: Vyřazování probíhá okamžitě po ukončení provozu zařízení. Činnosti konečné demontáže nebo dekontaminace začnou během několika měsíců nebo let a v závislosti na zařízení to může trvat pět let i déle [6]. Je to nejrychlejší způsob vyřazení, ale vzhledem k radiační zátěži finančně i technicky nejnáročnější. Některé operace se musí provádět dálkově ovládanými manipulátory, obsluhující personál může být vystaven vyšším dávkám záření, a proto je nezbytná doplňující radiační ochrana. Výhodou je jednodušší odhad nákladů, neboť se nemusí uvažovat delší časový horizont [7].
2. Odložené vyřazování (en:SAFSTOR): V tomto případě je zařízení po určitou dobu zakonzervováno a k vlastní dekontaminaci dochází až po několika letech. Celý proces vyřazování je naplánován na 40 až 60 let, což je časově nejnáročnější varianta [8]. Během této doby přirozeně poklesne radioaktivita v objektu, provozovatel má více času na shromáždění potřebných finančních prostředků. V neposlední řadě lze předpokládat technický pokrok, který proces zkvalitní či zlevní.
3. Konzervace (en:Nuclear entombment) : Poslední variantou je konzervace a dlouhodobé monitorování zařízení. Konzervace zahrnuje umístění zařízení do stavu, který umožňuje, aby zbývající radioaktivní materiál zůstal na místě neomezeně dlouho. Velikost oblasti, kde se nachází radioaktivní materiál, je obecně minimalizována a zařízení je uzavřeno v trvanlivém materiálu s cílem zabránit úniku radioaktivního materiálu [9]. Takováto varianta není nikde v Evropě plánována [3].

V ČR je po provedení vyhodnocení všech variant preferována druhá varianta částečné demontáže a bezpečného uložení zbývajících zařízení na určitou dobu.

## Legislativa
K vyřazení jaderného reaktoru z provozu může dojít až po udělení příslušné licence podle příslušných právních předpisů. V rámci licenčního řízení musí být různé dokumenty, zprávy a znalecké posudky sepsány a doručeny příslušnému orgánu, např. bezpečnostní zpráva, technické dokumenty a vyhodnocení vlivů na životní prostředí (EIA).
V Evropské unii jsou tyto dokumenty základem pro posouzení vlivů na životní prostředí (EIA) podle směrnice Rady 85/337/EHS. Předpokladem pro udělení takové licence je stanovisko Evropské komise podle článku 37 Smlouvy o Euratomu (en:Euratom Treaty). Článek 37 ukládá každému členskému státu Evropské unie povinnost sdělit Komisi určité údaje týkající se uvolňování radioaktivních látek. Tyto informace musí odhalit, zda a pokud ano, jaké radiologické dopady bude mít vyřazování z provozu - plánovaná likvidace a náhodné vypuštění - na životní prostředí, tj. vodu, půdu nebo vzdušný prostor členských států EU . Na základě těchto obecných údajů musí být Komise schopna posoudit expozici referenčních skupin obyvatel v nejbližších sousedních státech.

## Náklady na vyřazování jaderných elektráren
Ve většině zemí zajišťuje náklady na vyřazení z provozu provozovatel nebo vlastník.
Celkové náklady na vyřazení z provozu závisí na pořadí a načasování fází decommisioningu. Odložení vyřazování má tendenci snižovat náklady díky snižující se radioaktivitě, ale může to být kompenzováno zvýšenými náklady na skladování a dozor.
Metody financování se liší v jednotlivých zemích. Nejčastější jsou :
1. Platba předem (Prepayment), kdy jsou peníze uloženy na samostatný účet, který pokryje náklady na vyřazení z provozu ještě před zahájením provozu. Finanční prostředky nelze vybrat jinak než pro účely vyřazení z provozu.
2. Jaderný účet, který je zajišťován v průběhu let z procenta sazeb elektrické energie účtovaných spotřebitelům. Výnosy jsou umístěny ve svěřeneckém fondu. Během provozní životnosti reaktoru je vyčleněno dostatečné množství prostředků na pokrytí nákladů na vyřazení z provozu.
3. Ručitelský fond, akreditiv nebo pojištění zakoupené vlastníkem, aby bylo zaručeno, že náklady na vyřazení z provozu budou kryty i v případě selhání vlastníka.

V USA inkasují energetické společnosti 0,1 až 0,2 centů/kWh na financování vyřazování z provozu jaderných elektráren. USA musí pravidelně kontaktovat NRC o stavu svých fondů na vyřazení z provozu. K roku 2021 již byly zhromážděny zhruba dvě třetiny celkových odhadovaných nákladů na vyřazení všech amerických jaderných reaktorů z provozu, takže zbývající provozní životnost asi 100 reaktorů pokrývá závazek ve výši přibližně 9 miliard USD (na základě průměrných 320 milionů USD za jednotku) . Údaje NRC na konci roku 2018 naznačily, že ve svěřeneckých fondech na vyřazení jaderných elektráren z provozu bylo celkem 64,7 miliardy USD, které pokrývaly 119 provozovaných a vysloužilých amerických jaderných reaktorů .
Tři reaktory ukončily činnost na Slovensku v elektrárně Jaslovské Bohunice. Jde o reaktor A1, který byl speciálním československým modelem. Šlo o reaktor s výkonem 110 MWe moderovaný těžkou vodou a chlazený plynem, kterým byl oxid uhličitý.
Celkově by měly náklady na likvidaci elektrárny A1 a na její demontáž dosáhnout 1,1 miliardy EUR .
Ve Francii vyřazení experimentálního jaderného reaktoru Brennilis z provozu bude stát přes 840 milionů EUR a bude dokončeno kolem roku 2040 . Již v roce 2001 činily náklady přes 480 miliónu EUR, což činilo téměř dvacetinásobek odhadovaných nákladů. Přitom se jedná o poměrně malý jaderný reaktor s výkonem 70 MW, který byl v provozu mezi lety 1967 až 1985, kdy začalo vlastní vyřazování. Přes obrovské investice do zajištění demontáže unikaly do okolního jezera radioaktivní prvky jako plutonium, cesium a kobalt .
Ve Spojeném království stálo vyřazení z provozu plynem chlazeného reaktoru Windscale Advanced (WAGR), prototypu elektrárny o výkonu 32 MW, 117 milionů EUR. Odhad britského úřadu pro vyřazení z provozu z roku 2013 předpovídal náklady na vyřazení 19 stávajících jaderných areálů Spojeného království z provozu nejméně 100 miliard liber .
S cílem minimalizovat obvyklé vysoké náklady na vyřazování z provozu byly vyvinuty nové metody vyřazování z provozu. Jednou z těchto metod je vyřazení z provozu in situ (ISD), což znamená, že se reaktor místo demontáže uloží do "hrobu". Tato metoda byla implementována na americkém ministerstvu energetiky Savannah River Site v Jižní Karolíně pro uzavření reaktorů P a R. Díky tomuto způsobu uložení a zakonzervování reaktoru byly náklady na vyřazení obou reaktorů z provozu 73 milionů dolarů. Pro srovnání, vyřazení každého reaktoru z provozu pomocí tradičních metod by bylo odhadem 250 milionů dolarů, čili náklady byly sníženy o 71% .
V roce 2004 na zasedání ve Vídni Mezinárodní agentura pro atomovou energii odhadla celkové náklady na vyřazení všech jaderných zařízení z provozu. Vyřazení všech jaderných reaktorů na světě by si vyžádalo 187 miliard USD; 71 miliard USD na zařízení pro palivový cyklus; méně než 7 miliard USD pro všechny výzkumné reaktory; a 640 miliard USD na demontáž všech vojenských reaktorů pro výrobu plutonia vhodného pro zbraně, výzkumných palivových zařízení, zařízení na chemické separace jaderného přepracování atd. Celkové náklady na vyřazení průmyslu jaderného štěpení ve světě (od roku 2001 do roku 2050) byly odhadnuty kolem 1 bilionu USD .

### Systém v ČR
V České republice je dvojí systém tvorby rezerv na vypořádání se s radioaktivním odpadem:
1. rezerva na financování budoucího úložiště radioaktivního odpadu a vyhořelého jaderného odpadu
2. rezerva na vyřazování jaderného zařízení

Prostředky na financování budoucího úložiště radioaktivního odpadu a vyhořelého jaderného odpadu se odvádí na jaderný účet spravovaný Ministerstvem financí ČR. Ten byl zřízen v roce 1997 u ČNB. Z něj je financován provoz SÚRAO (správa úložišť radioaktivního odpadu). Příjmy tohoto účtu jsou odvody původců radioaktivního odpadu, úroky a výnosy z obchodování s těmito prostředky.
Výše příspěvku je stanovena tak, aby pokryla veškeré budoucí náklady SÚRAO na vývoj, vytvoření a provoz úložiště jaderného odpadu.

## Mezinárodní spolupráce
Mezi organizace, které podporují mezinárodní sdílení informací, znalostí a zkušeností souvisejících s vyřazováním jaderných zařízení, patří Mezinárodní agentura pro atomovou energii (IAEA),Agentura pro jadernou energii a Organizace pro hospodářskou spolupráci a rozvoj a Evropské společenství pro atomovou energii . Kromě toho byl pod Ministerstvem energetiky Spojených států amerických vyvinut online systém nazvaný Informační nástroj pro řízení znalostí o deaktivaci a vyřazení z provozu, který byl zpřístupněn mezinárodnímu společenství na podporu výměny nápadů a informací. Cílem mezinárodní spolupráce při vyřazování jaderných zařízení z provozu je snížit náklady na vyřazování z provozu a zlepšit bezpečnost pracovníků.

## Vyřazené jaderné elektrárny
Dosud byla vyřazena celá řada jaderných zařízení.
K roku 2021 bylo z provozu bylo vyřazeno více než 180 komerčních, experimentálních nebo prototypových reaktorů, více než 500 výzkumných reaktorů a několik zařízení pro palivový cyklus .
Z více než 160 energetických reaktorů, včetně experimentálních a prototypových bloků, bylo nejméně 17 uvedeno do stavu zelené louky, více než 50 demontováno a více než 50 je v Safstoru. Tři byly zakonzervovány a u ostatních není strategie vyřazování z provozu zatím specifikována .
Několik společností zabývajících se jaderným inženýrstvím a demolicemi budov se specializuje na vyřazování jaderných zařízení z provozu, což se stalo ziskovým podnikáním. V poslední době také stavební a demoliční společnosti ve Spojeném království začaly vyvíjet služby vyřazování jaderných zařízení z provozu. Vzhledem k radioaktivitě v konstrukci reaktoru (zejména s vysokým tokem neutronů) probíhá vyřazování po etapách. Plány na vyřazení reaktorů z provozu mají časový rámec desetiletí. Dlouhý časový rámec ztěžuje spolehlivé odhady nákladů a překročení nákladů je běžné i u „rychlých“ projektů.
Od roku 2017 byla většina jaderných elektráren provozovaných ve Spojených státech navržena na životnost přibližně 30–40 let a získala licenci k provozu po dobu 40 let od Americké jaderné regulační komise. Od roku 2020 bylo průměrné stáří těchto reaktorů asi 39 let. Mnoha závodům končí licenční období a pokud jejich licence nebudou obnoveny, musí projít procesem dekontaminace a vyřazení z provozu.
| Země     | Umístění                             | Typ reaktoru (výkon)                   | Roky provozu | Momentální stav (náklady na vyřazení)                              |
| -------- | ------------------------------------ | -------------------------------------- | ------------ | ------------------------------------------------------------------ |
| Belgie   | SCK•CEN – BR3, umístěn v Mol, Belgie | PWR (BR-3)                             | 1962–1987    | Okamžité vyřazení                                                  |
| Francie  | Chooz-A                              | PWR (300 MW)                           | 1967-1991    | Stav zelené louky                                                  |
| Německo  | Gundremmingen-A                      | BWR (250 MW)                           | 1967-1978    | Okamžité vyřazení                                                  |
| Itálie   | Garigliano (Caserta)                 | BWR (150 MW)                           | 1964-1982    | SAFSTOR na 30 let                                                  |
| Itálie   | Latina                               | Magnox (210 MW)                        | 1962 - 1986  | SAFSTOR na 30 let                                                  |
| Japonsko | Fugen                                | Pokročilý varný reaktor s těžkou vodou | 1979–2003    | Okamžité vyřazení                                                  |
| Japonsko | Tokai, Blok 1                        | Magnox (160 MW)                        | 1966–1998    | SAFSTOR                                                            |
| Ukraina  | Chernobyl-4                          | RBMK-1000 (1000 MW)                    | 1983-1986    | od roku 1986 Sarkofág (nový obří kryt (New Safe Confinement) 2016) |
| USA      | Fort St. Vrain GS                    | HTGR (380 MW)                          | 1977–1989    | Okamžité vyřazení ($195 milionů)                                   |
| USA      | Rancho Seco NGS                      | PWR (913 MW)                           | 1977-1989    | SAFSTOR ($538,1 milionů)                                           |
| USA      | Shippingport                         | BWR (60 MW)                            | 1964-1989    | Zcela vyřazen ($98,4 milionů)                                      |
| USA      | San Onofre NGS, Blok 1               | PWR (436 MW)                           | 1967-1992    | Demontáž reaktoru a jeho využití jako úložiště vyhořelého paliva   |
| USA      | Yankee Rowe                          | PWR (185 MW)                           | 1960–1991    | Stav zelené louky ($608 milionů)                                   |
| USA      | Maine Yankee                         | PWR (860 MW)                           | 1972-1996    | Stav zelené louky ($635 milionů)                                   |
| USA      | Humboldt Bay, Blok 3                 | BWR (63 MW)                            | 1963–1976    | SAFSTOR                                                            |